# Заляев, Радик Инсафович
Радик Инсафович Заляев (род. 1936) — новатор в строительстве, монтажник-трубоукладчик.

## Биография
Родился 1 ноября 1936 года в селе Старый Иштиряк Лениногорского района Республики Татарстан. Татарин.
С 1955 года по 1958 год служил в Советской Армии, был командиром отделения.
С 1953 года работал на промышленных предприятиях городов Бугульма, Набережные Челны и в Иркутской области.
С 1966 года бригадир комплексной бригады (в 1971—1990 годах — комсомольско-молодёжная) трубоукладчиков управления строительства «Спецстрой» Камгэсэнергостроя.
Коллектив бригады, возглавляемый Заляевым, строил инженерные сети для промышленных предприятий и жилых микрорайонов города Набережные Челны. В числе заводов, на которых работала бригада, были: завод ячеистого бетона, растворобетонный завод ПО «Камгэсэнергострой»; все заводы "КамАЗ"а, Елабужский тракторный завод, производства Татэлектромаша и другие.
Делегат Всемирного конгресса татар (1992).
С 1996 года находится на пенсии. Живет в городе Набережные Челны.

## Награды и Звания
- Указом Президиума Верховного Совета СССР от 15 апреля 1977 года за выдающиеся успехи, достигнутые при сооружении первой очереди Камского комплекса по производству большегрузных автомобилей Заляеву Радику Инсафовичу присвоено звание Героя Социалистического Труда с вручением ордена Ленина и золотой медали «Серп и Молот»[1].
- Награждён орденами Ленина[2], Трудового Красного Знамени, медалями. Заслуженный строитель ТАССР[1].
- Почётный гражданин города Набережные Челны (1999)[3].